# Перов, Александр Николаевич
Перов Александр Николаевич (род. 2 июня 1955 в Калининграде) — советский трековый велогонщик. Серебряный призёр Летних Олимпийских игр 1976 года и чемпионата мира по трековым велогонкам 1975 года в командной гонке преследования.